# Pythia
Pythia eller Oraklet i Delfi var titeln för orakelprästinnan i Apollons tempel i Delfi. Denna institution fanns från åtminstone 700-talet f.Kr. och var fortfarande verksam år 393 e.Kr., då kejsar Theodosios I konsulterade henne. En kvinna som blivit utsedd till Pythia behöll titeln livet ut.
Under slutet av 1800-talet gjordes arkeologiska utgrävningar av Pythias tempel, Apollontemplet. En modern teori sprungen ur dessa utgrävningar är att profetissan kan ha andats in giftiga vulkaniska ångor och därmed uppnått ett lätt deliriskt tillstånd för att svara på frågor ställda till högre makter. I Pythias förtempel fanns ordspråk av Greklands sju vise, som till exempel "Känn dig själv" och "Måtta i allt".

## Historia
I den grekiska staden Delfi fanns under antiken ett orakel som var språkrör för guden Apollon. Inga greker vågade ta några avgörande beslut i livet utan att först ha rådfrågat oraklet. I nästan 1200 år fanns det ett orakel i Delfi. Oraklen valdes ut bland unga, ogifta lantbrukarflickor i trakten. Dessa flickor bar namnet ”Pythia” under den tid de var orakel. Sedan ett av dessa flickorakel hade blivit utsatt för en våldtäkt, valdes dock pythiorna i fortsättningen bland bondhustrur som fyllt femtio år; de kunde vara gifta och ha barn, men fick efter sin utnämning leva i celibat på avstånd från sin make och officiera klädd i samma kläder som en ogift ung flicka. Ämbetet var närmast unikt bland det antika Greklands prästinnor, då dess innehavare var ur den fattiga bondebefolkningen, fick avlägga ett kyskhetslöfte, och dessutom utläste gudomens vilja direkt snarare än att tolka den indirekt utifrån omen och tecken.
Oraklets titel har kallats både mantis, prophetis och promantis. Hon omgavs av ett prästerskap uppdelad mellan Apollonprästerna (hereis), prophetai (som tolkade oraklets uttalanden), hosoi (de heliga, fem män från familjer som påstods härstamma från Deukalion) och en tempelpojke (Ion). Oraklet var i tjänst nio månader per år och hade ledigt under de tre vintermånaderna då Apollon troddes vara hos hyperboréerna, och gav sina svar den sjunde dagen efter varje nymåne, vilket var nio dagar om året. För att kunna hantera de många ansökningarna som blev följden av så få konsultationstillfällen, arbetade två orakel i skift med en lärling. Endast några få individuella orakel är kända vid namn. Bland dem fanns Phemonoe, som både var namnet på Apollons första mytiska prästinna, och på den som tjänstgjorde då Appius Claudius Pulcher sökte konsultation 48 f.Kr; det blev också ett standardnamn på oraklen. Perialla tjänstgjorde under kung Demaratus' regeringstid och avskedades då hon mutats av Kleomenes att vittna om att Demaratus var illegitim; Aristonike, som varnade atenarna att utrymma staden inför slaget vid Salamis  480 f.Kr.; och Themistokleia, Pythagoras mentor, och Theoneike, som är känd från en inskription från 200-talet e Kr. 
När man ville ställa en fråga till oraklet tog man sig till Apollontemplet i Delfi. Efter att ha lämnat betalning, i form av några dagslöner och en passande offergåva, meddelade man sin fråga till prästerna. De i sin tur förmedlade frågan till oraklet. Man fick alltså inte själv vara närvarande för att höra svaret Pythia gav. Det första hon gjorde när hon fått höra frågan var att upprätta kontakt med Apollon. Det gjorde hon genom att dricka en klunk heligt vatten, sedan tog hon ett par lagerblad (som är en symbol för Apollon) och åt eller brände dem som rökelse. Sedan drog hon sig tillbaka till en helig kammare i templet, föll i trans och började prata. Ibland förmedlade hon sina ord lugnt och stillsamt, andra gånger extatiskt och rasande. Prästerna stod jämte och försökte tyda hennes ord, och förmedlade sedan det hon sagt till den som ställt frågan. Svaren var ofta tvetydiga och väldigt svårtolkade. 
Ungefär sexhundra profetior från Delfi är kända, från den mytiska forntiden fram till historiskt bekräftade profetior från senantiken. En av de mest kända spådomar oraklet gavs till Oidipus föräldrar, då de kom till Oraklet för att spå sin sons framtid. Hon spådde då att han skulle döda sin far, kungen av Thebe, och gifta sig med sin mor. Oidipus blev av sina föräldrar ivägskickad som spädbarn att dödas för att undvika det öde Pythia förutspått honom, men till slut slog oraklets förutsägelse in. Tjänaren som skickats att utföra dådet valde att istället förbarma sig över barnet och tog honom till sig som sin egen son, därmed fick Oidipus inte veta vem han egentligen var. Han dödade sin pappa i självförsvar och gifte sig med mor då hon blev änka.
Pythian i Delfi var inte den enda i Grekland. Ämbetet påverkade oraklen i andra helgedomar. Apollo Pythios orakel i Argos ska ha grundats av Delfi och utfördes på samma sätt. Apollo i Pataras orakel utfördes genom att orakelprästinnan låstes in i templet under natten, och meddelade profetian dagen därpå. Apollo i Didymas orakel bestod först av män, men inskriptioner och enstaka texter visar att det manliga oraklet Claudius Charmer utsåg en kvinnlig efterföljare vid namn Tryphosa och att kvinnor innehaft orakelposten sedan åtminstone första århundradet f.Kr. och därefter utfört den på samma sätt som i Delfi. De flesta andra orakel i Grekland utförde dock sina orakel genom att tolka tecken – så som Dodonas orakel tolkade lövens prassel och duvornas kuttrande – snarare än genom den delfiska metoden. 
Det är okänt när oraklet i Delfi upphörde. Kejsar Julianus Apostata sände på 360-talet Oribasios till Delfi, och han rapporterade då att oraklet hade tystnat. År 391 förbjöds allt profeterande och spådomar av den kristne kejsar Theodosious.

## Eftermäle
Asteroiden 432 Pythia är uppkallad efter titeln.